# Sagú

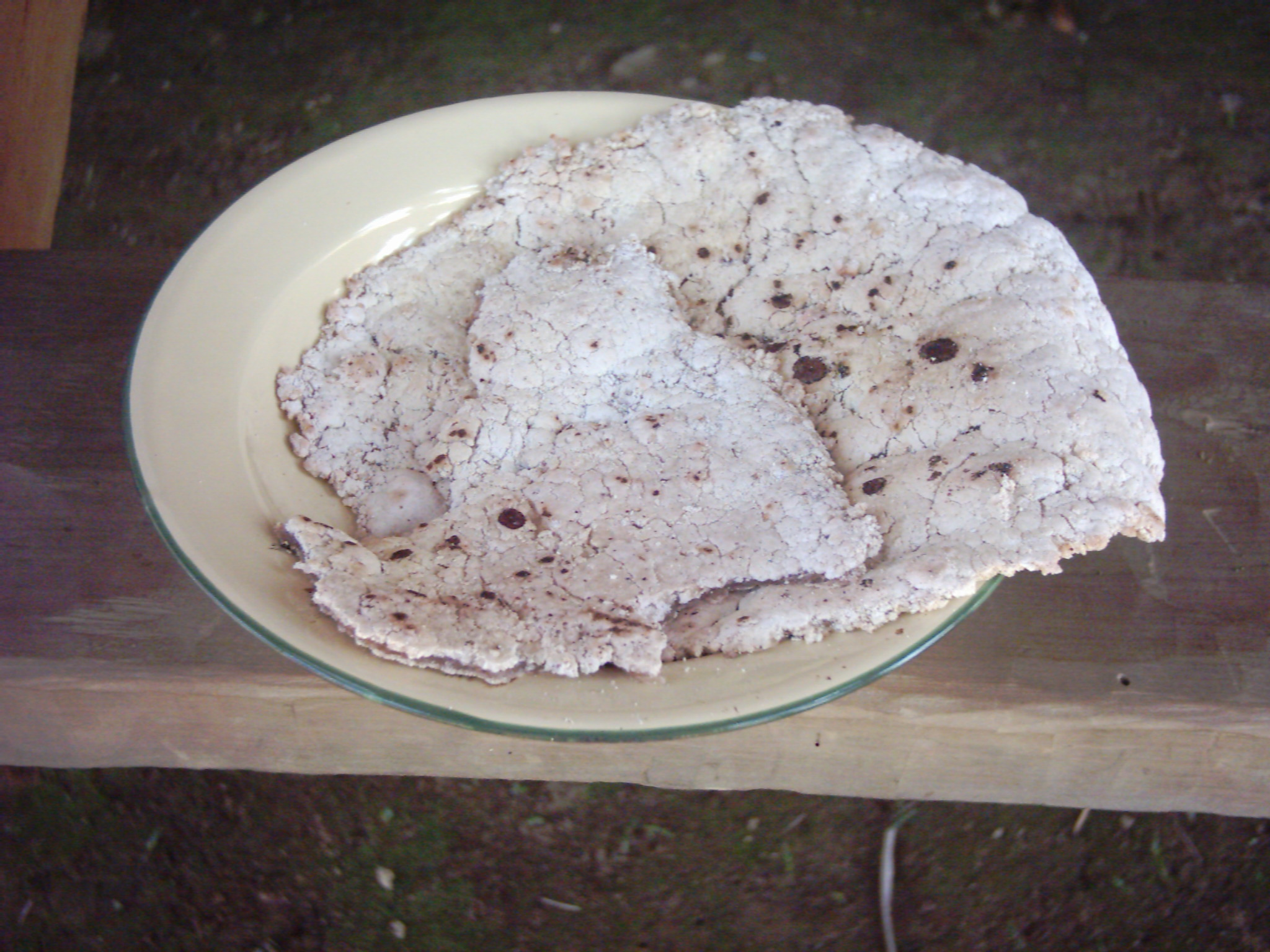
Galeta de sagú

El sagú (en anglès:sago) és un midó o fècula alimentària extreta de la polpa de l'interior de l'estípit o tronc d'algunes palmeres. Principalment s'extreu de l'espècie Metroxylon sagu. Es tracta de l'alimentació bàsica dels pobles de les terres baixes de Nova Guinea i de les Moluques on s'anomena saksak, rabia i sagu. Pel fet de ser únicament midó aquest aliment no forneix proteïnes, greixos, vitamines ni minerals. També és l'aliment de base dels Punans (els darrers nòmades del Sarawak, a la jungla de l'illa de Borneo) i del poble dels Mentawais.

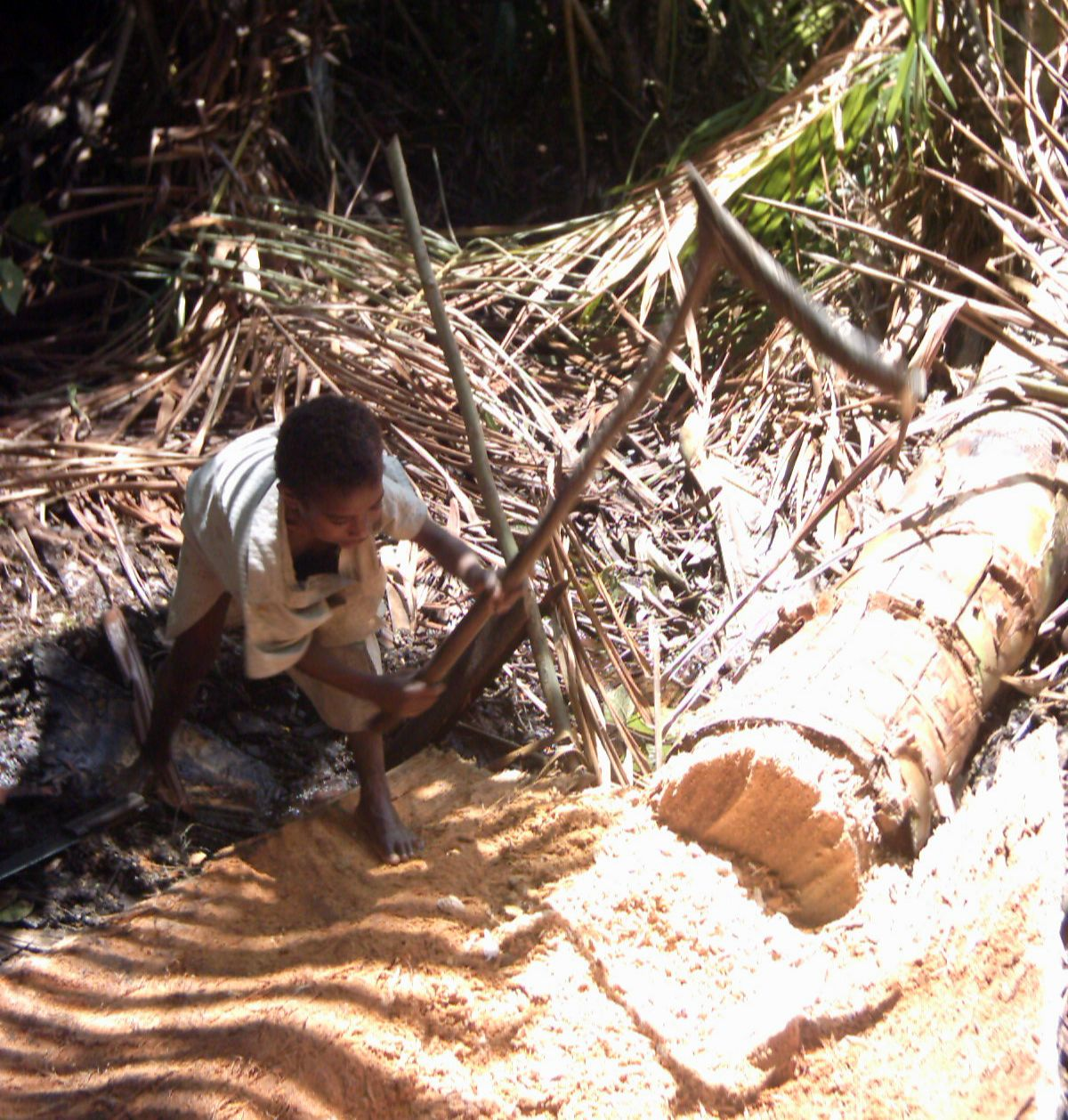
Una palmera sagú tallada per a extreure'n el midó

Tradicionalment es cuina i consumeix de diverses formes especialment cuita amb aigua bullent i en forma de galetes. El sagú en forma de perles es pot bullir amb aigua o llet per a fer un pastís (pudding) dolç de sagú. Les perles de sagú tenen se semblen exteriorment a les perles de tapioca i totes dues es poden fer servir de manera alternativa.
Al Japó es fabrica un tipus de sagú extret de l'espècie (que no és una palmera) Cycas revoluta. Al contrari que en la palmera Metroxylon les cicadàcies són molt verinoses: la majoria de les parts de les plantes contenen la neurotoxina cycasina i BMAA. Per tant, abans de ser consumida s'han de treure les toxines mitjançant un llarg procediment.